# (15722) 1990 QV2
(15722) 1990 QV2 là một tiểu hành tinh vành đai chính. Nó được phát hiện bởi Henry E. Holt ở Đài thiên văn Palomar ở Quận San Diego, California, ngày 24 tháng 8 năm 1990.